# چیلی (ویسکانسین)
چیلی (به انگلیسی: Chili) یک منطقهٔ مسکونی در ایالات متحده آمریکا است که در شهرستان کلارک، ویسکانسین واقع شده‌است. چیلی ۲۲۶ نفر جمعیت دارد و ۳۷۶٫۱۳ متر بالاتر از سطح دریا واقع شده‌است.